# Joseph-Etienne Salvan
Joseph-Etienne Salvan, francoski general, * 1885, † 1967.